# Fédération Sahraoui du Footballe
La Fédération Sahraoui du Footballe (FSF) (in spagnolo Federación Saharaui de Fútbol, in arabo الصحراوية لكرة القدم, in inglese Sahrawi Football Federation, in italiano Federazione Calcistica del Sahrawi) è l'organizzazione calcistica che controlla e organizza il calcio nella Repubblica Democratica Araba dei Sahrawi.

## Affiliazione internazionale
La Federazione Calcistica del Sahrawi non è affiliata né alla CAF né alla FIFA. Sono stati la prima federazione a essere affiliati provvisoriamente alla NF-Board nel dicembre 2003. Il 25 marzo 2012, Mohamed Moulud Mohamed Fadel, RASD Ministro della Gioventù e dello Sport, ha annunciato la creazione della squadra nazionale di calcio Sahrawi, con decisione per i propri giocatori della squadra, affermando che "la ragione dietro la sua assenza delle competizioni calcistiche africane è dovuto alla sua non appartenenza alla Confederazione del Calcio Africano.